# Ordinea de bătaie a Operațiunii „Ramura de măslin”
Acest articol descrie ordinea de bătaie a intervenției militare turce în Afrin, codificată Operațiunea „Ramura de măslin” de către Turcia. Forțelor pro-turce, inclusiv Armatei Siriene Libere pro-turce, li se opun forțele Federației Democratice a Siriei de Nord, inclusiv Forțele Democratice Siriene, forțele regionale de apărare ale Regiunii Afrin și voluntari internaționali.

## Turcia și aliații săi

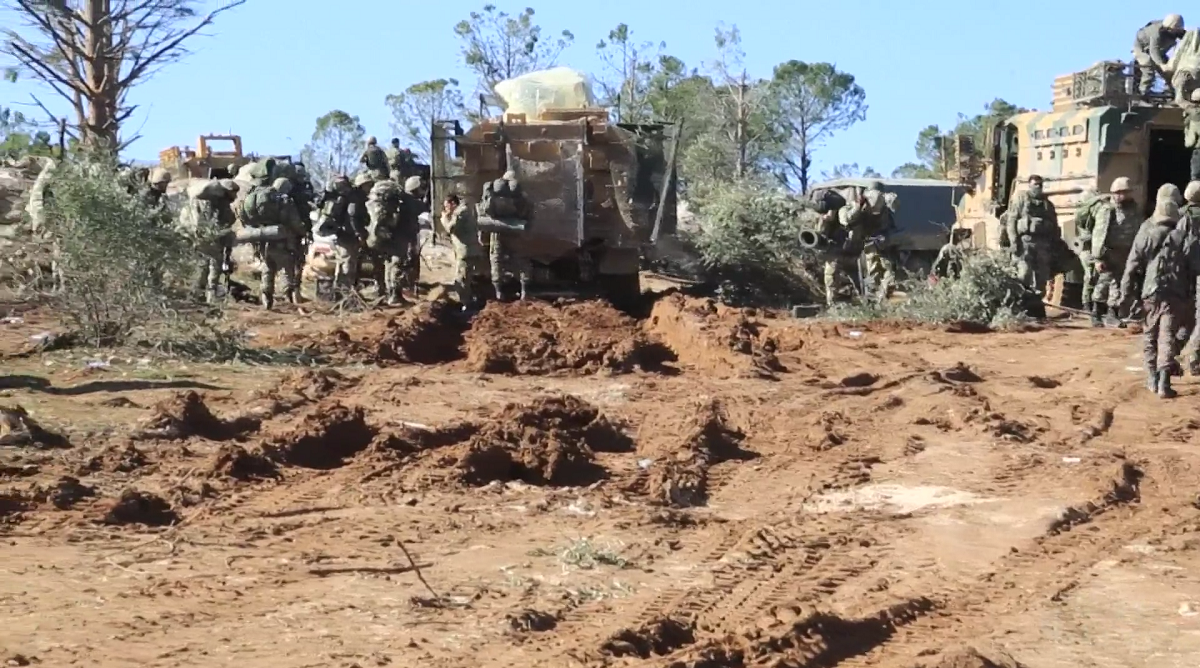
Soldați turci pe Muntele Barṣa.

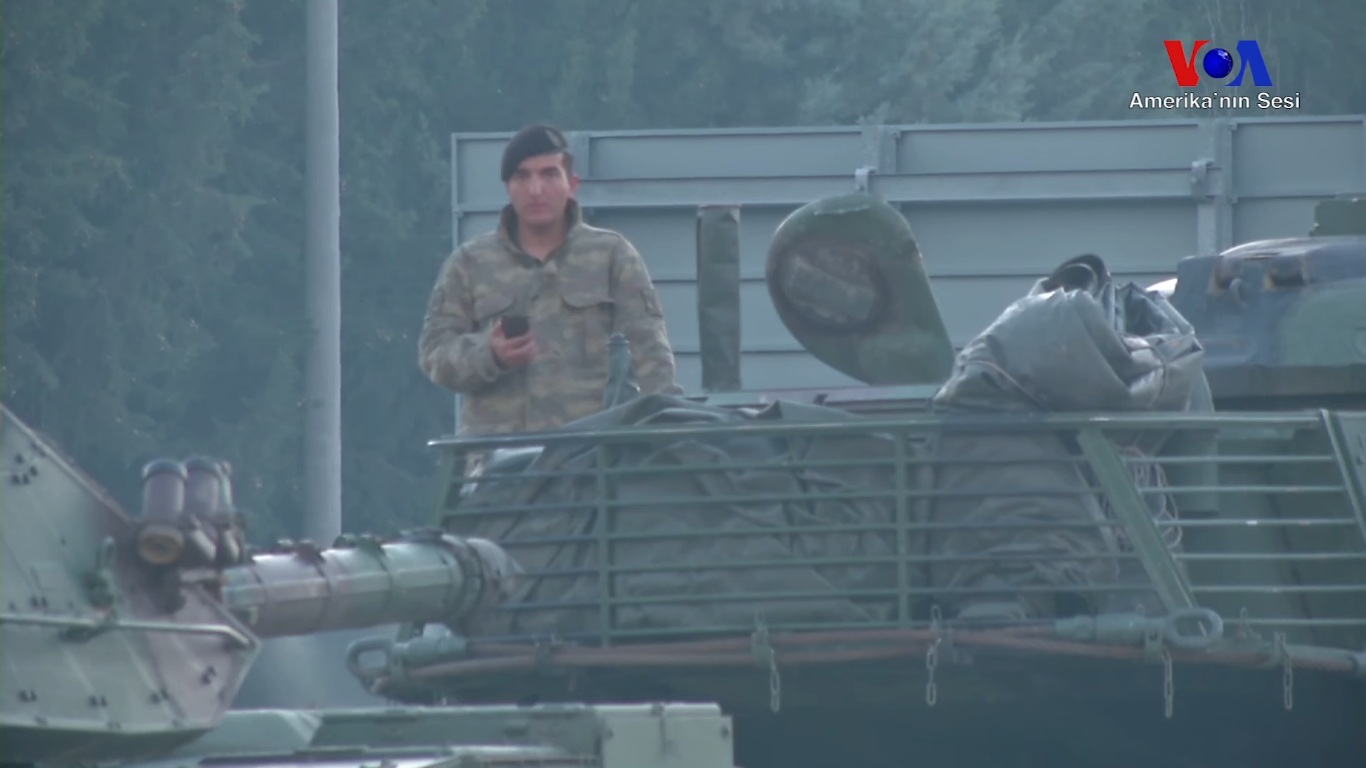
Comandouri turcești în timpul operațiunii.

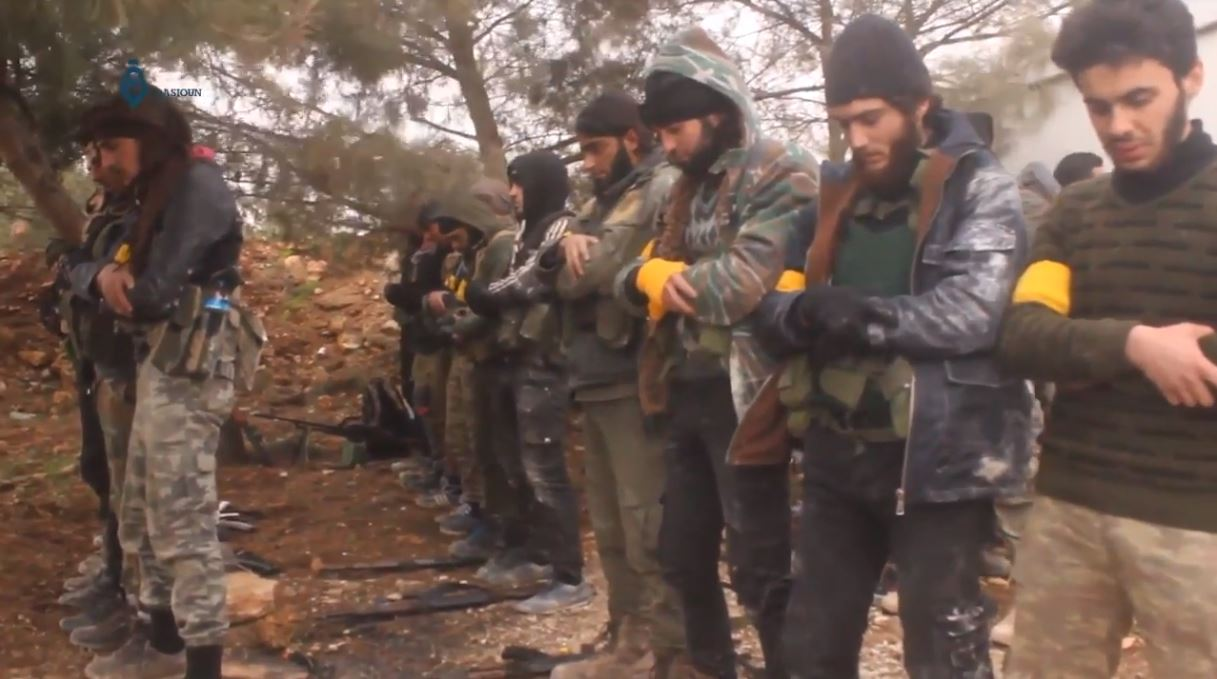
Luptători ai ASL pro-turce în timpul rugăciunii, 25 ianuarie 2018

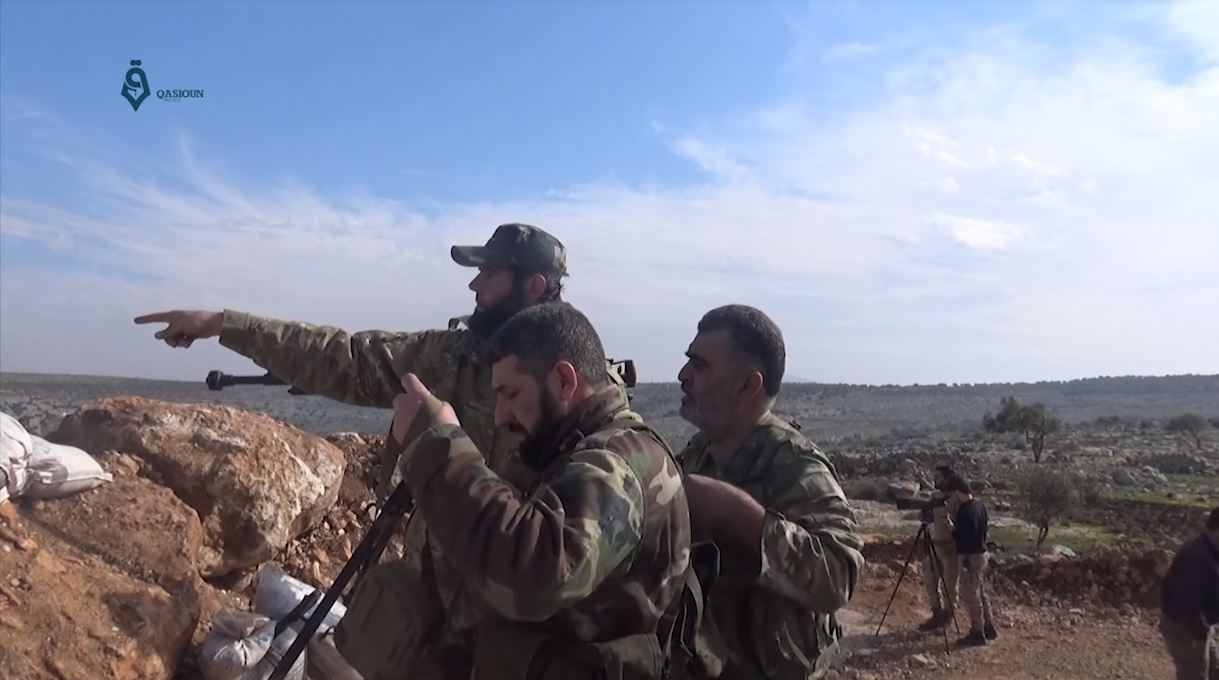
Luptători ai Diviziei 23 în timpul operațiunii.

Turcia
- Forțele armate ale Turciei
  -  Forțele terestre
    - Armata a Doua
      - Brigada 1 Comando

  - Forțele Speciale[1]
  -  Forțele aeriene
  - Comandamentul General al Jandarmeriei[2]
    - Forțele Speciale ale Jandarmeriei (JÖH)
    - Paznicii satelor[3]
- Forțele navale[4]
  - SAT
  - SAS
- Directoratul General al Securității[5]
  - Departamentul de Operațiuni Speciale al Poliției (PÖH)
- MİT[6][7]
- Lupii Suri (conform OSDO)[8]

 Comandamentul operațiunii „Ramura de măslin” (Armata Siriană Liberă pro-turcă)
- Blocul Victoriei
  -  Armata de Elită[1][9]
    -  Batalionul de Elită[10][11][12]

  -  Legiunea Sham[13]
  - Armata Urmașilor[12]
- Legiunea 1
  -  Brigada Samarkand[14]
  -  Brigada Muntasir Billah[7]
  -  Brigada Fatih Sultan Mehmet[7][15]

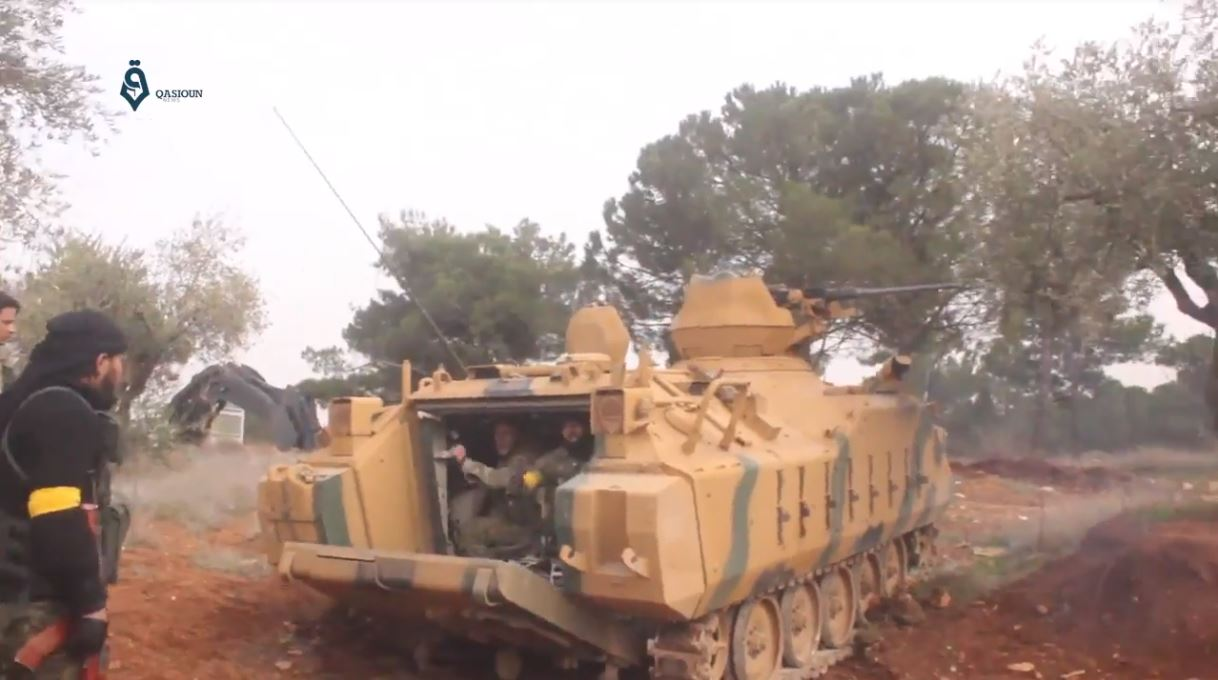
Luptători sirieni pro-turci cu un transportor blindat (ACV-15).

- Legiunea a 2-a[16]
  -  Divizia Sultanul Murad[13]
    - Brigada Sultanul Suleiman Șah[15][17]

  -  Divizia Hamza[13]
    - Șoimii kurzi[18]

  -  Brigada Al-Mu'tasim[13]

- Legiunea a 3-a
  -  Frontul Levantului[13]
    -  Brigada Furtuna Nordului[16]
    -  Ahrar al-Sham[7][13]

  - Armata Nordului[16]

- Brigada Saladin[7]
- Uniunea Fastaqim[19]
- Consiliul Militar Mare'[12]
- Ahrar al-Sharqiya (facțiune ex-Ahrar al-Sham și Frontul al-Nusra)[20]
- Ahl al-Diyar[21]
- Brigada a 9-a[22]
- Armata Victoriei (din 16 februarie)[23][7]
- Brigada Saladin, rămășiță a Brigăzii Urmașilor lui Saladin[24][7]
- Brigada Martir Mashaal Tammo[24]
- Scutul Qamishli-ului[24]
- Scutul Afrinului[24]
- Divizia 23[15][25]
- Nour al-Din al-Zenki[7][12][26][27]
- Brigada Mustafa[15]
- Ministerul Apărării al Guvernului Interimar Sirian
  - Poliția militară[9]

Frontul sudic (unități independente de Armata Siriană Liberă pro-turcă):
- Armata Idlibului Liber
  - Brigada Șoimilor de Munte[7]
- Elemente ale  Partidului Turkestanului Islamic[7]

## Federația Democratică a Siriei de Nord și aliații săi

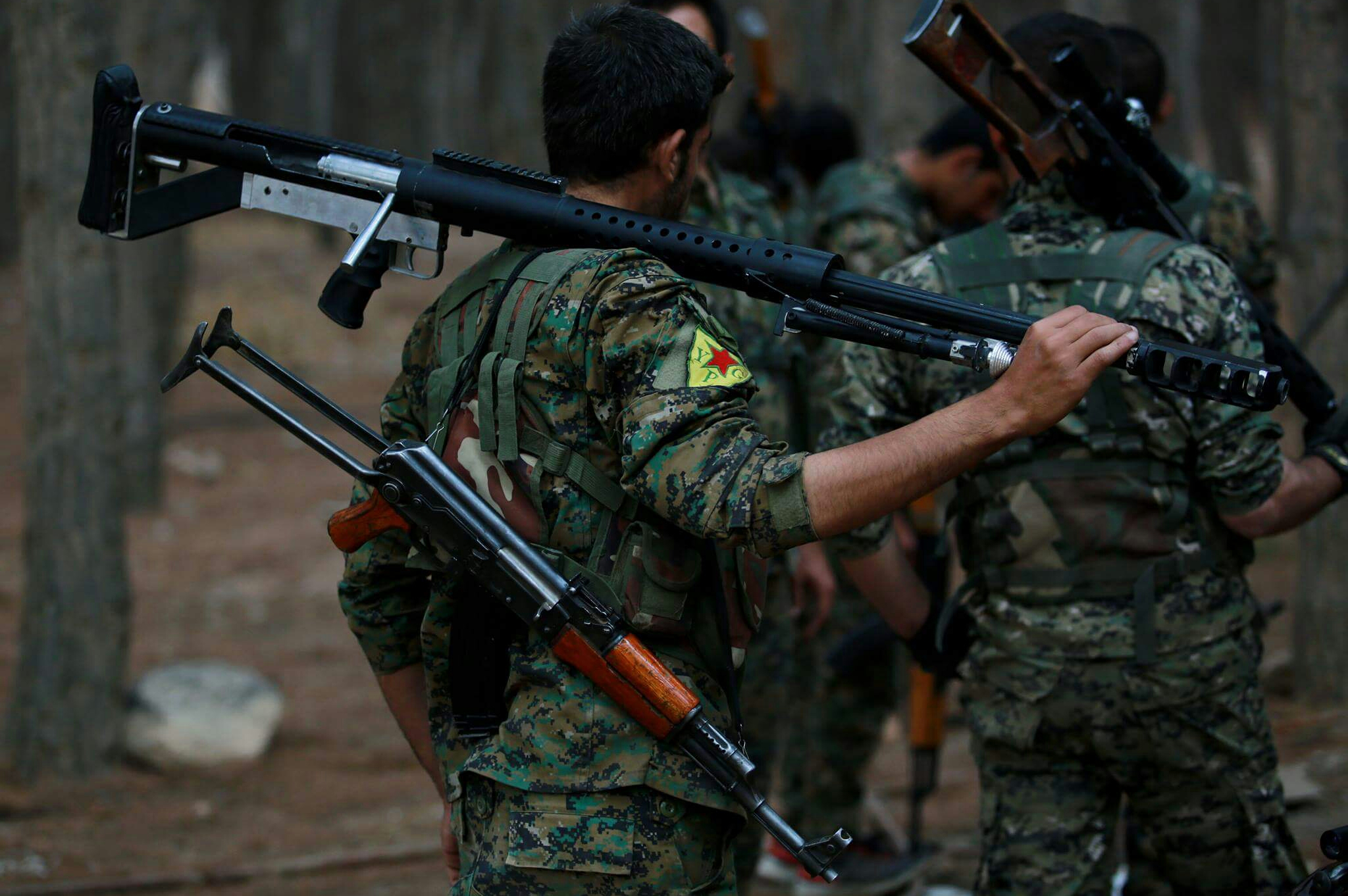
Luptători YPG în Regiunea Afrin în timpul operațiunii.

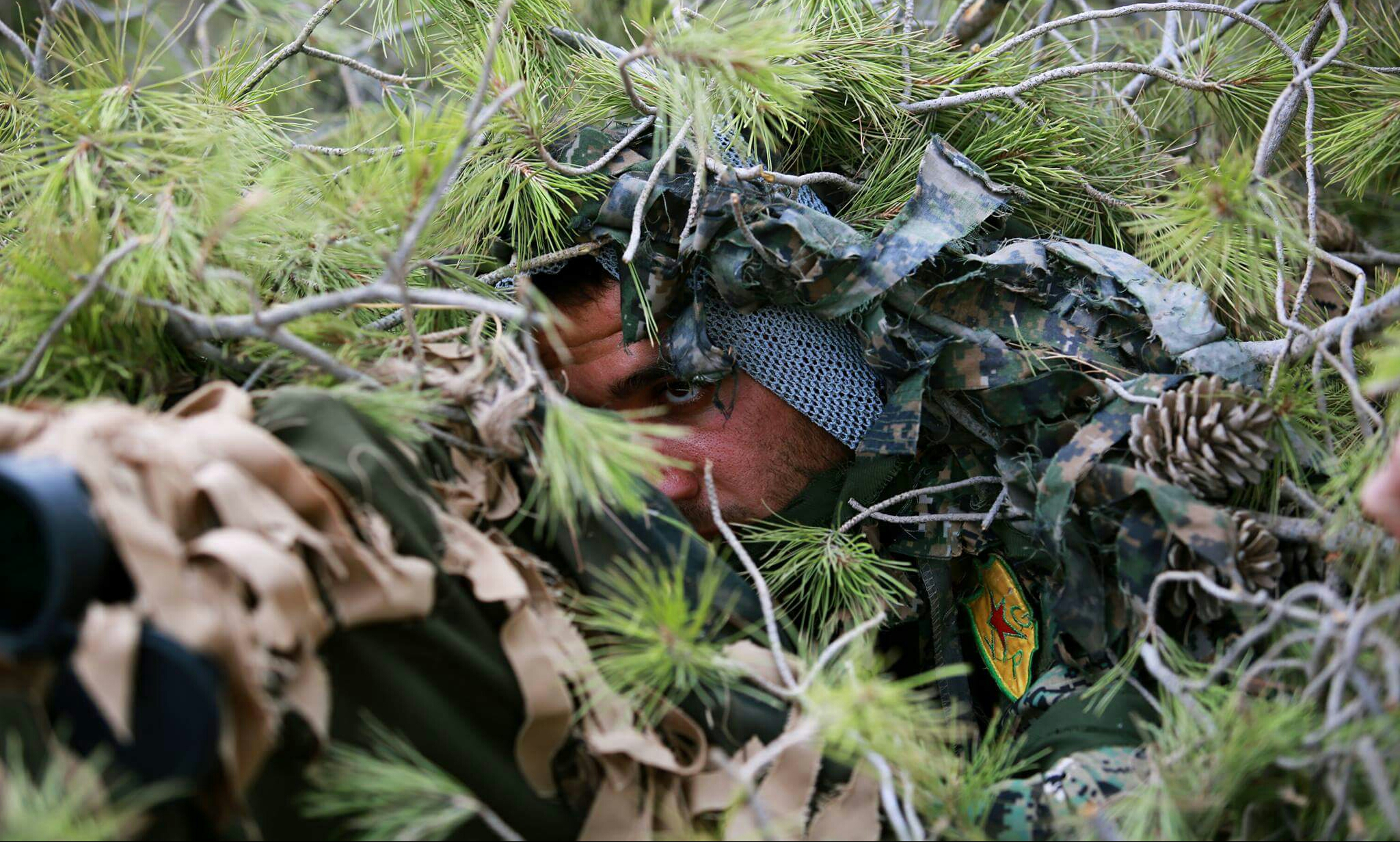
Lunetist al YPG în timpul operațiunii.

Forțele Democratice Siriene
- Unitățile de Apărare a Poporului (YPG)
  -  Batalionul internațional al YPG[28]
- Unitățile Feminine de Apărare (YPJ)
  - Batalionul Martir Avesta Xabur (voluntare Kongreya Star)[29]
- Unitățile Anti-Teroriste (YAT)[30]
- Armata Revoluționarilor
  -  Frontul Kurd
  - Brigada Scutul Revoluționar[31]
- Consiliul Militar Siriac (MFS)[32]
- Brigada Democratică a Nordului[33][34]
- Consiliul Militar Idlib[34]

 Forțele Regiunii Afrin
- Forțele de Autoapărare (HXP)
- Forțele Civile de Apărare (HCP)[35]
- Asayîş[36]

 Partidul Muncitorilor din Kurdistan (PKK)
- Forțele Populare de Apărare (HPG)[37]

 Batalionul Internațional de Eliberare
- MLKP[39][40]
- TKP/ML TİKKO[39]
- URSI[41]
- Brigada Martir Michael Israel (Forțele Antifasciste din Afrin)[42][43]
- TKEP/L[44]
- DKP[40]

 Alianța Sinjarului
- Unitățile de Rezistență din Sinjar (YBŞ)[45]
- Unitățile Feminine Êzîdxan (YJÊ)[45]

 Forțe pro-guvernamentale („Forțele populare”)
- Forțele Naționale de Apărare[47][48][49][50]
- Brigada Baqir[51]
- Miliții din Nubl și al-Zahraa[52][53]